# Anna Louisa Geertruida Bosboom-Toussaint
Anna Louisa Geertruida Bosboom-Toussaint (Alkmaar, 16 settembre 1812 – L'Aia, 13 aprile 1886) è stata una scrittrice olandese.

## Biografia

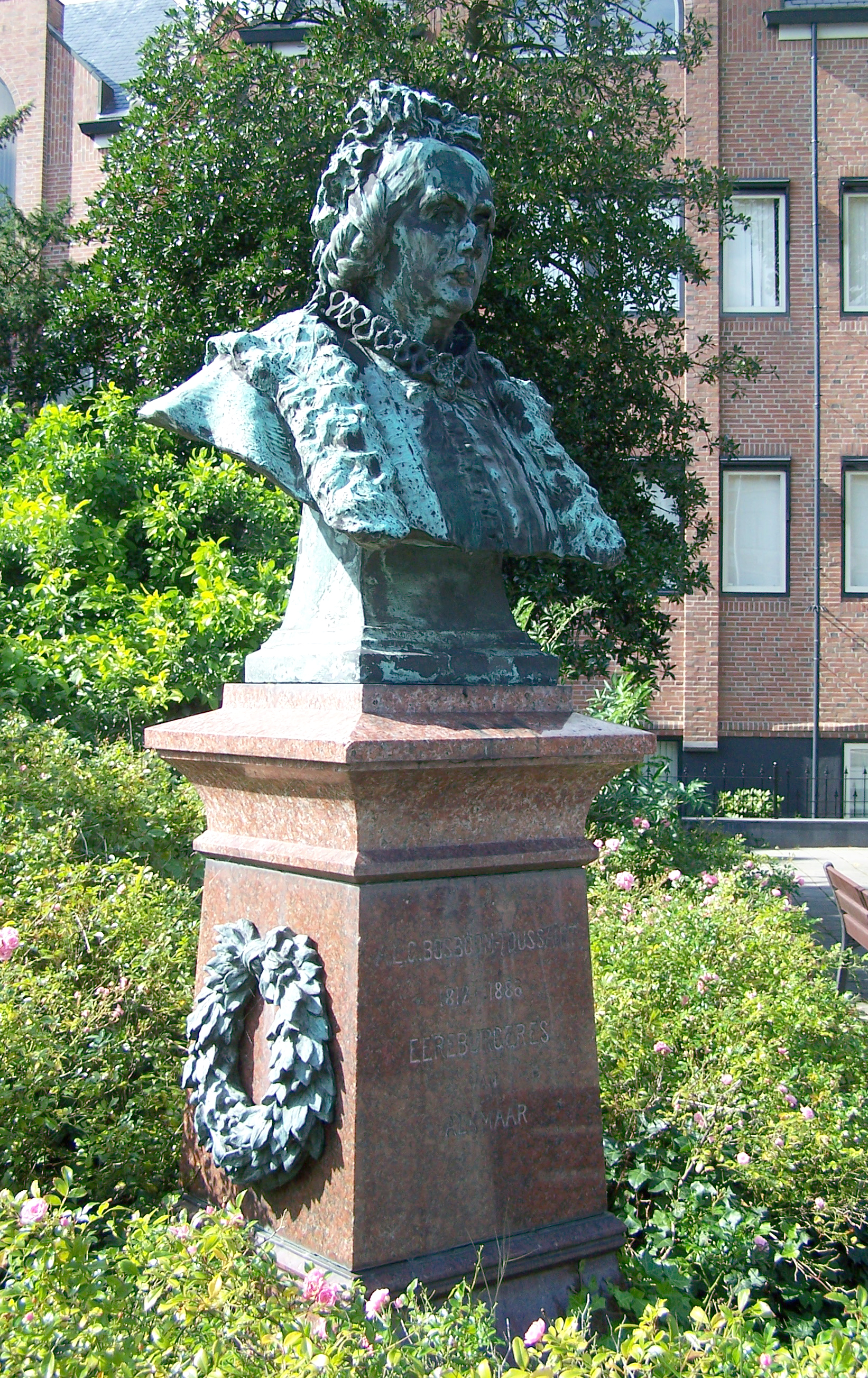
La statua di Anna Louisa Geertruida Bosboom-Toussaint ad Alkmaar, realizzata da August Falise nel 1912

Figlia di un farmacista di discendenze ugonotta, ricevette un'educazione indirizzata alla istruzione e alla cultura, sviluppata da assidue ricerche storiche 
effettuate in giovane età.
I suoi studi regolari lì seguì dal 1830 al 1833 in una scuola magistrale e nel 1837 esordì con la novella intitolata Almagro, ispirata da un episodio de I Masnadieri di 
Schiller.
Dopo una serie di romanzi storici sul genere di Walter Scott, come De graaf van Devonshire ("Il conte del Devonshire") nel 1838 e Lord Edward Glenhouse del 1840 e un lavoro storico inerente alla città di Roma ai tempi del Papa Sisto V (1839) intitolato De Engelschen te Rome ("Gli inglesi a Roma") nel quale le tematiche religiose e romantiche si intrecciano, la scrittrice mostrò un grande interesse per gli argomenti storici a carattere nazionale.
Il suo successivo lavoro, Het Huis Lauernesse ("La dimora di Lauernesse", 1841), infatti, riguardò il delicato tema della diffusione della Riforma protestante nei Paesi Bassi, rappresentata dalla vicenda dei protagonisti, la nobildonna Ottelijne e la sua conversione al protestantesimo che rende problematico il suo rapporto di fidanzamento con un militare cattolico dell'esercito di Carlo V. 
La scrittrice, nel frattempo, proseguì le sue indagini storiche che culminarono con la trilogia dedicata alle vicende del conte di Leycester, chiamato dagli olandesi per promuovere e condurre la ribellione dei "tulipani" contro la oppressione spagnola: De graaf van Leycester in Nederland ("Leycester nei Paesi Bassi", 1846), 
De vrouwen van het Leycestersche tijdvak ("Le donne nell'epoca di Leycester", 1850) e Gideon Florensz: romantisch-historische épisode uit het laatste tijdperk van Leycesters bestuur in Nederland ("Gideon Florensz: un episodio della storia romantica tratto dall'ultima amministrazione di Leycester in Olanda").
La meticolosa e rigorosa attenzione posta dalla scrittrice nei confronti della verità storica dei fatti, si amalgamò ad una visione religiosa del corso degli eventi che prevedeva un intervento esterno di una volontà provvidenziale tendente a migliorare la consapevolezza e la coscienza sia individuale sia collettiva. Inoltre la narrazione storica della scrittrice fu intrisa da un'atmosfera mite e garbata e alle volte eccedente nella prolissità.
Nel 1851 la scrittrice si sposò con il pittore olandese, Johannes Bosboom (1817-1891).
Nella seconda e ultima parte della sua carriera Geertruida Bosboom-Toussaint dedicò meno tempo per i romanzi storici a vantaggio dei romanzi moderni a sfondo sociale.
Le prove generali per questo cambiamento stilistico e di genere fu il romanzo Mejonkvrouwe De Mauléon ("La signora De Mauléon", 1848), la cui trama descrive l'amore contrastato di due giovani a causa dei superiori interessi della Chiesa.
Dopo il 1870, a cominciare da De Delftsche wonderdokter ("Il dottore miracoloso di Delf", 1871), l'autrice approfondì con particolare profondità le problematiche contemporanee bene esemplificate da Majoor Frans ("Il maggiore Francis", 1875), nel quale si occupò delle lotte per l'emancipazione della donna.

## Opere
- Almagro (1837)
- De Graaf van Devonshire: romantische épisode uit de jeugd van Elisabeth Tudor ("Il conte di Devonshire, episodio romantic tratto dalla storia di Elisabeth Tudor", 1838)
- Engelschen te Rome: romantische épisode uit de regering van paus Sixtus V ("Gli inglesi a Roma, un episodio romantico risalente ai tempi del pontificato di papa Sisto V", 1839)
- Het huis Lauernesse ("La dimora di Lauernesse", 1840)
- Lord Edward Glenhouse (1840)
- De prinses Orsini ("La principessa Orsini", 1843)
- Eene kroon voor Karel den Stouten ("La guerra di Carlo", 1842)
- De graaf van Leycester in Nederland ("Leicester nei Paesi Bassi", 1846)
- Mejonkvrouwe De Mauléon ("La signora di Mauléon", 1848)
- Don Abbondio II (1849)
- Het huis Honselaarsdijk in 1638 ("La casa di Honselaarsdijk nel 1638", 1849)
- De vrouwen van het Leycestersche tijdvak ("Le donne nell'epoca di Leicesterean", 1850)
- Gideon Florensz:un episodio della storia romantica tratto dall'ultima amministrazione di Leycester in Olanda, 1854)
- Graaf Pepoli: de roman van een rijke edelman ("Conte Pepoli, il racconto del Nobiluomo", 1860)
- De triomf van Pisani ("Il trionfo dei pisani", 1861)
- De verrassing van Hoey in 1595 ("La sorpresa di Hoey del 1595", 1866)
- De Delftsche wonderdokter ("Il dottore miracoloso di Delft", 1871)
- Majoor Frans ("Il maggiore Francis", 1875)
- Raymond de schrijnwerker ("Raymond, Mastro Carpentiere", 1880)
- Volledige romantische werken ("Collezione delle opere romantiche", 1885-1888)